# Jackson Bostwick
Jackson Bostwick est un acteur américain né le 23 octobre 1943 à Calisle en Pennsylvanie.

## Filmographie

### Producteur
- 1973 : The Psychopath
- 2008 : Suitable for Murder

### Acteur
- 1971 : Evel Knievel (en) de Marvin J. Chomsky : l'amoureux de Linda
- 1971 : The Late Liz de Dick Ross : Randall Trowbridge
- 1971 : The Red Skelton Show (1 épisode)
- 1971 : Funny Face : footballeur (1 épisode)
- 1972 : Pink Angels (en) : Hitchhiker
- 1973 : The Psychopath : Sergent Graham
- 1974 : L'Île sur le toit du monde de Robert Stevenson : le pilote
- 1974-1975 : Shazam! : Captain Marvel (17 épisodes)
- 1976 : Gus de Vincent McEveety : Stjepan Petrovic
- 1976 : How to Break Up a Happy Divorce (en) : l'homme sur le court de tennis
- 1978 : Le Chat qui vient de l'espace  (The Cat from Outer Space) de Norman Tokar : voix additionnelles
- 1979 : The Hughes Mystery
- 1980 : The Killings at Outpost Zeta
- 1980 : Disney Parade : voix additionnelles (2 épisodes)
- 1981 : Escape from DS-3 : Andrew Lavette
- 1982 : Tron de Steven Lisberger : le garde principal
- 1984 : The Prey d'Edwin Brown : Mark O'Brien
- 1985 : Les Aventuriers de la 4e dimension de Jonathan R. Betuel : une sentinelle
- 1985 : What Waits Below (en) de Don Sharp : le chasseur de primes
- 1987 : The Lamp (en) de Tom Daley : Jinn
- 1990 : Future Zone de David A. Prior : Tony Ginetti
- 1995 : Mutant Species : Tex
- 1995 : A Matter of Honor : John Bull
- 2004 : Dodge City: A Spaghetto Western : Slim Grant
- 2008 : Suitable for Murder : Joe Mondragon
- 2008 : Horror Grindshow Double Feature : Mortis